# Nedlloyd Hoorn (schip, 1979)
De Nedlloyd Hoorn was een containerschip van Nedlloyd dat in 1979 gebouwd werd door Verolme Verenigde Scheepswerven waarbij het voorschip werd gebouwd in Amsterdam bij de Nederlandsche Dok en Scheepsbouw Maatschappij en het achterschip bij Verolme in de Botlek. De dubbelschroever werd opgeleverd met twee Sulzer 8RND90M dieselmotoren met opgeteld 53.600 pk die het schip een vaart gaven van zo'n 22 knopen, terwijl het 2454 TEU kon vervoeren. De opdracht voor de bouw van de Nedlloyd Hoorn en Nedlloyd Houtman was eind 1974 gegeven.
Tijdens de bouw brak op 23 januari 1978 brand uit in de machinekamer waardoor de oplevering geruime tijd vertraagd werd. De uitgebrande accommodatie werd vervangen door een bij de Rotterdamsche Droogdok Maatschappij gebouwd dekhuis.

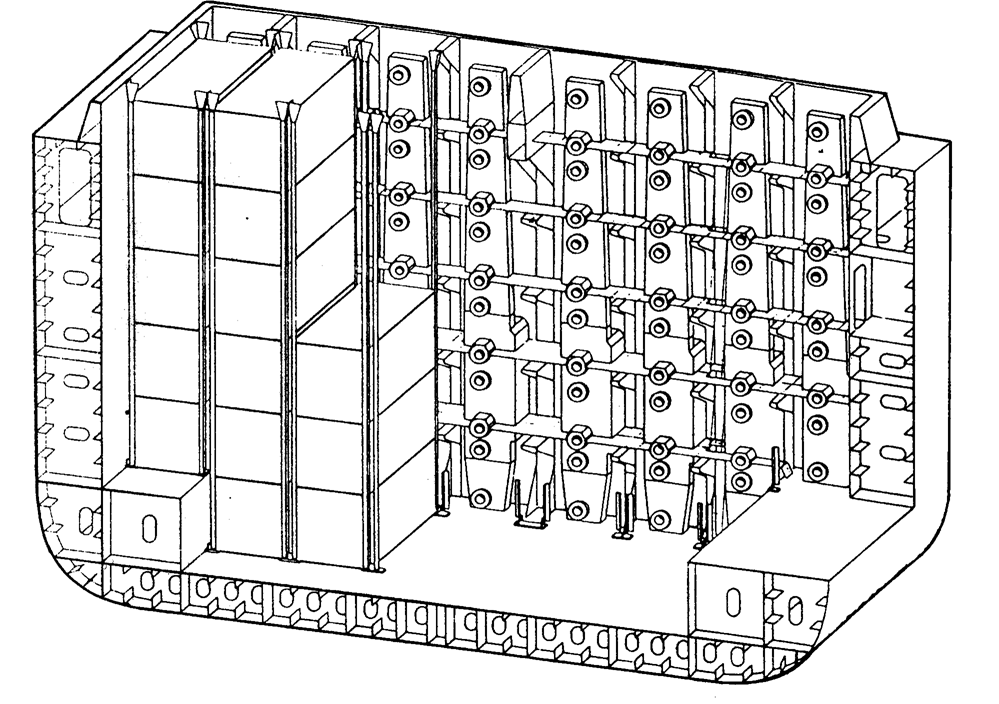
Schematische voorstelling van verticaal conair-systeem

Het was gebouwd voor de Southern Africa Europe Container Service (SAECS) en daartoe uitgerust met conair, een koelsysteem voor Porthole-containers. Het bleef echter niet op die dienst.
Van 1987 tot 1989 werd het gecharterd door Maersk en kreeg het de naam Maersk Rotterdam, waarna het weer de oorspronkelijke naam kreeg.
In 2002 arriveerde het schip in Jiangyin waar het werd gesloopt.